# Malimachana Kunte, Gubbi
Malimachana Kunte là một làng thuộc tehsil Gubbi, huyện Tumkur, bang Karnataka, Ấn Độ.